# Популяційна динаміка старіння
Популяційна динаміка старіння — напрямок дослідження старіння за допомогою методів популяційної динаміки, тобто дослідження вікового складу популяцій старіючих організмів та змін цієї залежності залежно від типу організму та умов довкілля.

## Основні напрямки
Найбільший інтерес представляє динаміка старіння багатоплідних організмів, включаючи людину, у яких старіння наступає через великий час після досягнення статевої зрілості і має поступовий характер. На відміну від одноплідних форм, багатоплідним організмам не потрібно виживати до кінця відтвірної фази для того, щоб відтворення пройшло успішно, і середня тривалість життя відносно відтворного періоду дуже значно змінюється у різних особин та залежно від виду: маленькі гризуни і дикі птахи виживають в середньому тільки від 10 до 20 відсотків їх потенційного періоду відтворення, тоді як кити, слони, мавпи та інші великі ссавці в природних умовах виживають більш ніж 50 відсотків своїх відтворних періодів, і часто навіть переживають їх.
Популяційний підхід розглядає залежність розміру популяції від віку організмів. Зміни розміру популяції з віком називаються смертністю, що у випадку стаціонарного стану є кількістю організмів, що вмираюсь за одиницю часу. Відповідно, відносні зміни розміру популяції, або ймовірність смерті за одиницю часу, називаються відносною смертністю. Зворотнім до смертності показником, що також часто використовується при описі популяційної динаміки старіння, є ймовірність виживання за одиницю часу.
Ціллю популяційного підходу є визначення закономірностей у залежності розміру популяції від часу, що використовуються для визначення швидкості процесу старіння. Ці дані, у свою чергу, можуть використовуватися для перевірки моделей старіння, виведених або засновуючись на фізіологічних та генетичних механізмах, або за допомогою загальних системних механізмів.

## Графічне відображення процесу старіння, закон Ґомпертца

Приклади графічного зображення смертності залежно від віку для тієї ж самої умовної популяції людей, що слідує закону Ґомпертца-Мейкгама.

Величина, яка безпосередньо вимірюється — це вікова залежність популяції, через це ця величина є і найзагальнішою мірою смертності та старіння. Проте, більш наглядною величиною є смертність або виживання — показники, що у більшій мірі характеризують саме процес старіння. Часто використовуються логарифмічні криві, що краще відображають деякі характерні риси наведених залежностей.
Однією з перших і найпоширенішою зараз математичною моделлю опису старіння багатоплідних організмів є так званий закон смертності Ґомпертца-Мейкгама (або просто Ґомпертца), згідно з яким ймовірность смерті експоненційно зростає з віком: {\displaystyle p=a+b^{x}}, де x — вік, а p — відносна ймовірність смерті за певний проміжок часу, a і b — коефіцієнти. Таким чином, при відсутності постійного члена a, розмір популяції знижується з віком за подвійною експонентою {\displaystyle s(x)=exp[-m(b^{x}-1)]}.

Закон Ґомпертца емпіричний та має місце не для всіх тварин і не на всіх проміжках часу, але він найлегший для порівняння старіння різних організмів, і тому його коефіцієнти часто використовуються як показники темпу (швидкості) старіння.

## Залежність параметрів кривої Ґомпертца від організму

Віковий склад чоловічого населення Швеції у 19-20 століттях показує три фази збільшення тривалості життя:
1860-1920. Зменшення дитячої смертності та члена Мейкгама
1920-1946. Зменшення члена Мейкгама
1946-2000. Зменшення темпу старіння (коефіцієнту m у законі Ґомпертца).

Коефіцієнт експоненти функції Ґомпертца вказує швидкість старіння. Відмінності в довголітті між видами є результатом передусім відмінностей у швидкості старіння, і тому виражаються у відмінностях в цьому коефіцієнті.
Порівняння таблиць смертності різних штамів мишей одного виду вказує, що відмінності між штамами перш за все походять від відмінностей в члені Мейкгама (незалежному від віку члені) функції Ґомпертца. Якщо штами відрізняються тільки незалежним від віку членом, менш довголітні штами мають більш смертність, вищу на постійну виличину протягом всього життя, що проявляється у вертикальному зсуві функції Ґомпертца. При цьому часто трапляється, що гібриди першого покоління (F1) двох пиродних штамів живуть довше, ніж будь-який з батьків. Хоча досліджень біохімічних процесів таких гібридів не проводилося, але таблиці тривалості життя указують, що гібриди відрізняються від батьківських штамів тільки незалежним від віку членом, але не зміною швидкості старіння. Інші дослідження також показали, що у значній мірі варіації в тривалості життя між штамами мишей пояснюються відмінностями в успадкованій сприйнятливості до певних хвороб.
Для популяцій людей в різних країнах до середини 20-го століття різниця в середній тривалості життя (не приймаючи до уваги дитячу смертність) майже виключно походила від різниці в члені Мейкгама. З середини 20-го століття ситуація змінилася, що привело до майже паралельного переносу кривої смертності праворуч. Хоча причини цієї зміни невідомі, було запропоновано, що вони обумовлені істотним прогресом особистої та суспільної гігієни, покращенням житлових умов та медичного обслуговування, якості харчування, ствренням ефективних вакцин и антибіотиків.

## Відхилення від закону Ґомпертца: дитяча смертність
Слід відзначити, що закон Ґомпертца-Мейкгама є лише наближенням, вірним у середньому віковому діапазоні. В області малого віку спостерігається значно вища смертність, ніж передбачається цим законом. Наприклад, північна тріска під час нересту може відкласти до 6 мільйонів ікринок, але лише невелика кількість з них виживає до моменту статевої зрілості. Ця смертність є переважно результатом нездатності молоді уникати хижаків, боротися із хворобами, та також може бути результатом вроджених дефектів, і не є результатом старіння.

## Відхилення від закону Ґомпертца: уповільнення старіння на пізньому віці

Відхилення вікової залежності популяції плодових мух (Drosophila melanogaster) від кривої Ґомпертца.

В області пізнього віку, навпаки, спостерігається зменшення смертності порівняно із законом Ґомпертца, точніше вихід ймовірності смерті за одиницю часу на плато. Як і у випадку дитячої смертності, це загальний закон, що спостерігається навіть у неживій природі. І хоча одним з можливих пояснень цього явища могла би бути гетерогенність популяції, сучасні дані чітко вказують на зв'язок виходу смертності на плато із уповільненням процесу старіння.

## Моделювання та теоретичні роботи
Поширеним методом дослідження старіння є математичне моделювання популяційної динаміки. Всі математичні моделі старіння можна приблизно розбити на два головних типи: моделі даних і системні моделі. Моделі даних або аналітичні моделі — це моделі, які не використовують і не намагаються пояснити будь-яких гіпотез про фізичні процеси в системах, для яких ці дані отримані. До моделей даних відносяться, зокрема, і всі моделі математичної статистики. На відміну від них, системні або механістичні моделі будуються переважно на базі фізичних законів і гіпотез про структуру системи, головним в них є перевірка запропонованого механізму.
Нижче наведений список найважливіших з запропонованих математичних моделей:
- Моделі даних
  - Модель Ґомпертца[12]
  - Модель Ґомпертца-Мейкгама[2]
  - Модель Стрелера-Мілдвана[13]
  - Модель Брауна-Форбса[14]
  - Модель «лавиноподібного розрушення організму при старінні»[15]
  - Модель «зарезервованих систем»[15]
  - Модель «надійності»[15][16]
  - «Ланцюжкова модель» Пенни[17]
  - Механістична модель Плетчера-Нойхаузера[18]
- Системні моделі
  - Графічна модель балансу ресурсів[19]
  - Модель Партріджа-Бертона[20]
  - Модель Дасгупти-Штауфера[21][22]
  - Генетична модель Орра[23]
  - Хаотична модель генної регуляції[24]
  - Гомеостатична модель старіння[25].

Першими з цих математичних моделей почали виникати саме моделі даних смертності. Ще задовго до розуміння і навіть дослідження процесів, що лежать в основі старіння, виник практичний інтерес до прогнозу майбутньої тривалості життя для використання в страхуванні і демографії. Саме для розрахунку страхових премій ще в 19-му столітті були розроблені перші таблиці смертності і сформульовані відомі моделі Ґомпертца і Ґомпертца-Мейкгама. Ввівши просту дво-параметричну модель смертності, Ґомпертц дав дослідникам можливість не тільки передбачати майбутні шанси довголіття, але й досліджувити зміни двох фундаментальних параметрів: початкової смертності і темпу старіння. Виділення із даних смертності вікової компоненти дало початок математичній геронтології.
Наприкінці 20-го століття почало виникати багато нових демографічних моделей смертності. Отримання значної кількості нових даних, часто для гетерогенних популяцій, привели до нових методів анализу таблиць смертности. Ці моделі, часто з використанням методів аналізу стохастичних процесів, дозволили виділення окремих компонентів смертності та опис впливу захворювань та факторів довкілля на довголіття.
Через те, що вже давно було відомо про лінійність зніження функціональних можливостей організму, виникла необхідність ув'язки цієї динаміки з експоненціальним зростанням з віком відносної смертності. Одним з перших пояснень цього явища стала модель Стрелера-Мілдвана. Ця модель пропонує флуктуації системи, ймовірність яких укспоненціально падає з розміром. Для їх подолання яких організм повинен витрачати енергію, але максимальні витрати лінійно спадають з віком. В результаті ймовірність смерті, тобто неможливості подолати флуктуацію, експоненційно зростає. Схожею моделлю є модель Сечера-Трукко, що пропонує гаусовський розподіл зовнішнього впливу, та за деякими умовами також приводить до експоненційної залежності смертності від віку. Альтернативним підходом до пояснення цієї залежності є використання теорії надійності, що пояснює експоненційну залежність за допомогою значної надмірності біологічних систем.
Наступним кроком у математичному моделюванні стало пояснення відхилення смертності від класичної залежності, перш за все виходу смертності на плато на пізньому віці. Загалом, запропоновні моделі є модіфікаціями згаданої моделі Стрелера-Мілдвана з використанням стохастичних даних, найбільш відомою є модель Мюллера і Роуза. Крім цієї моделі були запропоновані кілька модіфікацій, наприклад, модифікація, заснована на теорії надійності. Стохастичний підхід, що лежить в основі, пропонує зменшення ефекту надмірності біологічної системи за рахунок виснажування найбільш зайнятих каналів пошкодження системи. Ще один підхід, заснований на гетерогенності популяції, показав неспроможність пояснити експериментальні дані. Еволюціний підхід до проблеми виходу відносної смертності є модіфікацією моделі Гамільнона, заснованій на принципі антагоністиної плейотропії. Ідея полягає в тому, що тиск природного відбору знижується для мутацій, що пов'язані із змінами, що проявляються тільки на пізньому віці, але не обов'язково досягає нуля, наприклад за рахунок ефектів пов'язаних із збільшенням цінності досвідчених старих організмів порівняно із молодими, незважаючи на зменшення їх числа.
Системні моделі загалом розглядають багато окремих факторів, подій і явищ, що безпосередньо впливають на виживання організмів і породження потомства. Ці моделі, засновуючись на теорії одноразової соми, загалом розглядають старіння як баланс і перезазподіл ресурсів як в фізіологічному (впродовж життя одного організму), так і в еволюційному аспектах. Зазвичай, особливо в останньому випадку, мова йде про розподіл ресурсів між безпосередніми витратами на породження потомства і витратами на виживання батьків. Багато з цих моделей, список яких наведений вище, засновуються на методах статистичного моделювання. Часто розглядається питання про адекватність моделей історії життя результатам експериментів на тваринах, перш за все популяційним даним.